# کامنکا (شهرستان کورینسکی، سرزمین آلتای)
کامنکا (به لاتین: Kamenka) یک منطقهٔ مسکونی در روسیه است که در سرزمین آلتای واقع شده‌است.